# الجنوب العميق
الجنوب العميق هو وصف تصنيفي للمناطق السفلى في الجنوب الأمريكي، التي تمتاز بوحدة ثقافية وجغرافية معينة. وهي مختلفة عن الجنوب العلوي بكونها ولايات كانت تعتمد بشكل كبير على الزراعة. يطلق على المنطقة أيضا اسم الجنوب السفلي أو ولايات القطن، ويكثر فيها السكان من أصول إنجليزية باستثناء جنوب ولاية لويزيانا.

الولايات بالأحمر الغامق تمثل الجنوب العميق اليوم. المناطق المجاورة بالأحمر المتوسط تعتبر أيضاً من الجنوب العميق، تاريخياً هذه الولايات السبعة في الأصل كونت سابقاً الولايات الكونفدرالية الأمريكية.